# Жаутиковска олимпиада по математика, физика и информатика
Жаутиковската олимпиада по математика, физика и информатика (Zhautykov International Mathematical Olympiad — ZIMO) е ежегодна международна олимпиада за ученици, провеждана в Алмати, Казахстан.
В престижното състезание участват отбори на специализирани физико-математически училища. Целта е да се пропагандират науките математика, информатика и физика, както и да се развива международното сътрудничество и да се установят приятелски връзки между специализираните училища по цял свят.

## Българско участие

### Софийската математическа гимназия
Софийската математическа гимназия „Паисий Хилендарски“ участва от 2007 г.
| Година | Издание | Медали                                                       | Медали | Медали                                                             | Отборно класиране | Участници                                |
| Година | Издание | Злато                                                        | Сребро | Бронз                                                              | Отборно класиране | Участници                                |
| 2015   | XI      | Христо Венев (инф.)                                          | Кристиян Цъклев (инф.) Деница Маркова (мат.) Христоско Чаушев (физ.)                                       | Александър Тенев (мат.) Емилиян Рогачев (мат.) Никола Пулев (физ.) | II място          | 391 участници от 53 отбора на 15 държави |
| 2014   | X       | Петър Пенков (мат.) Нгуен Чи Зунг (мат.) Христо Венев (инф.) | Емилиян Рогачев (мат.)                                                                                     | Велина Иванова (мат.) Иво Дилов (инф.) Христоско Чаушев (физ.)     | II място          | 57 отбора на 17 държави                  |
| 2013   | IX      | Георги Георгиев (инф.)                                       | Христо Венев (инф.) Павлена Ненова (мат.) Петър Пенков (мат.) Нгуен Чи Зунг (мат.) Ивайло Хартарски (физ.) | —                                                                  | II място          | 348 участници от 53 отбора на 13 държави |
| 2012   | VIII    |                                                              | |                                                                    |                   |                                          |
| 2011   | VII     | Владислав Харалампиев (инф.) Виктор Вълов (мат.)             | Радослав Кафов (мат.) Даниел Добрев (мат.) Георги Георгиев (инф.)                                          | —                                                                  | II място          | 296 участници от 46 отбора на 14 държави |
| 2010   | VI      |                                                              | |                                                                    |                   |                                          |
| 2009   | V       |                                                              | |                                                                    |                   |                                          |
| 2008   | IV      |                                                              | |                                                                    |                   |                                          |
| 2007   | III     |                                                              | |                                                                    |                   |                                          |

### МГ „Д-р Петър Берон“, гр. Варна
Математическата гимназия „Д-р Петър Берон“ на град Варна има две участия до 2012 г. вкл.
| Година | Издание | Медали | Медали                                                               | Медали                                                                                | Отборно класиране                       | Участници                                |
| Година | Издание | Злато  | Сребро                                                               | Бронз                                                                                 | Отборно класиране                       | Участници                                |
| 2012   | VIII    | —      | Йордан Йорданов (мат.) Виктор Радивчев (мат.) Калоян Дърмонев (физ.) | Милена Великова (мат.) Искрен Ванков (физ.)                                           | Няма (заради неучастие по информатика). | 343 участници от 54 отбора на 18 държави |
| 2011   | VII     | —      | Виктория Христова (мат.)                                             | Виктор Радивчев (мат.) Момчил Пейчев (инф.) Валерия Станева (инф.) Езджан Софу (физ.) | VIII място                              | 46 отбора                                |